# 第二代薩福克公爵約翰·德拉波爾
約翰·德拉波爾（英語：John de la Pole，1442年9月27日—1492年5月14日－5月21日之間），第二代薩福克公爵，是第一代公爵威廉·德拉波爾的兒子。

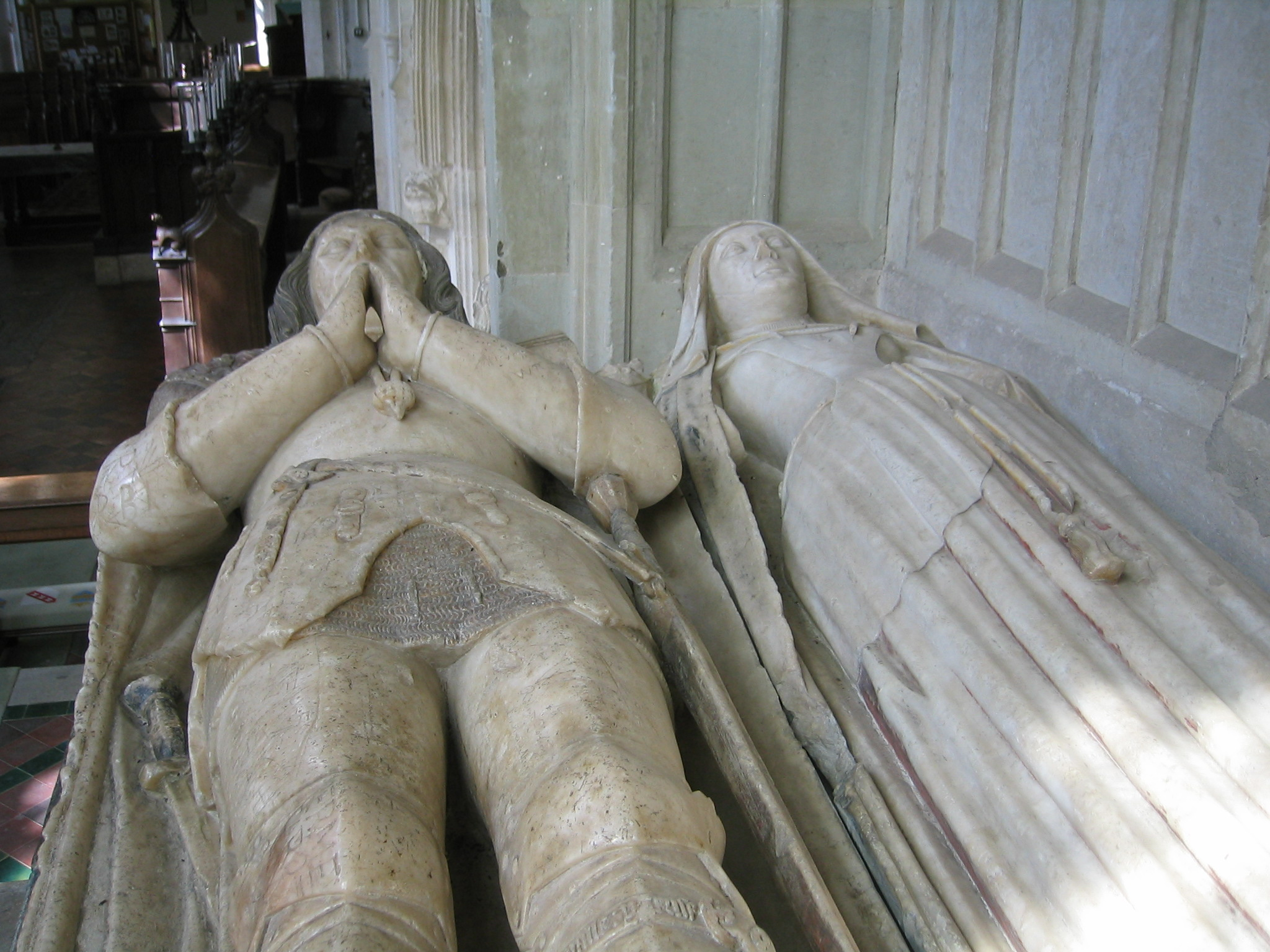
約翰·德拉波爾之墓

## 家庭
1458年，約翰·德拉波爾和約克的伊莉莎白結婚，兩人共有4子2女：
1. 約翰（約1460年—1487年），林肯伯爵
2. 伊莉莎白（約1468年—1489年），莫里男爵夫人
3. 埃德蒙（約1471年—1513年），第三代公爵
4. 凱薩琳（約1477年—1513年），史托頓男爵夫人
5. 威廉（英语：William de la Pole (1478–1539)）（1478年—1539年）
6. 理查（約1480年—1525年）